# 宮内泰介
宮内 泰介（みやうち たいすけ、1961年 - ）は、日本の社会学者、北海道大学教授。環境社会学、地域社会学、開発社会学専攻。

## 略歴
愛媛県出身。1984年に東京大学文学部を卒業、1991年に東京大学大学院社会学研究科博士課程単位取得退学。1994年福井県立大学経済学部講師、助教授、1997年北海道大学文学部助教授、2008年文学研究科教授。2009年「自然・移住・紛争の開発社会学：ソロモン諸島マライタ島民たちに見る生活の組み立て方」で、東京大学で博士（社会学）の学位を取得。
北海道における、環境と人々が関わるまちづくりや、カツオ・エビ等の海洋生物とアジア、ソロモン諸島における生活及び環境や歴史の研究ほか、環境社会学や地域社会学を専門分野とする。さっぽろ自由学校「遊」共同代表。

## 著書
- 『エビと食卓の現代史』同文舘出版　1989年
- 『自分で調べる技術 ― 市民のための調査入門』岩波アクティブ新書　2004年
- 『開発と生活戦略の民族誌 ― ソロモン諸島アノケロ村の自然・移住・紛争』新曜社　2011年　ISBN 4788512246
- 『なぜ環境保全はうまくいかないのか ― 現場から考える「順応的ガバナンス」の可能性』新泉社　2013年　ISBN 4787713019
- 『グループディスカッションで学ぶ 社会学トレーニング』三省堂　2013年　ISBN 438536530X

### 共著・編
- 『ヤシの実のアジア学』鶴見良行との共著　コモンズ　1996年
- 『コモンズの社会学 - 森・川・海の資源共同管理を考える』井上真との共編　新曜社　2001年
- 『環境社会学 新訂』舩橋晴俊との共編著 放送大学教育振興会 2003
- 『カツオとかつお節の同時代史 ― ヒトは南へ、モノは北へ』藤林泰との共編著　コモンズ　2004年
- 『コモンズをささえるしくみ ― レジティマシーの環境社会学』（編）新曜社　2006年
- 『半栽培の環境社会学 ― これからの人と自然』（編）昭和堂　2009年
- 『かつお節と日本人』藤林泰との共著　岩波新書　2013年　ISBN 400431450X